# 2022년 아시안 게임 대한민국 선수단
2022년 아시안 게임 대한민국 선수단은 중국 항저우에서 열리는 제19회 아시안 게임에 참가한 대한민국 국가대표 선수단이다. 대한민국의 아시안 게임 출전은 이번이 통산 19번째이다.

## 메달리스트
다음은 이번 대회의 대한민국 메달리스트 목록이다. 7일까지의 결과를 반영하였다.

## 참가 선수
다음은 각 종목별 참가 선수 현황이다. 대회 공식홈페이지 자료를 참고하였다.

### 가라테

#### 카타
남자
- 박희준

#### 쿠미테
남자
- 피재윤
- 백준혁

여자
- 정지영
- 황수현
- 채민영
- 정혜영

### 골프
남자 4명, 여자 3명으로 총 7명의 선수가 선발됐다.
남자
- 김시우
- 임성재
- 장유빈
- 조우영

여자
- 김민솔
- 임지유
- 유현조(영어판)

### 근대5종
남녀 4명이 출전하였다.
남자
- 전웅태
- 정진화
- 서창완
- 이지훈

여자
- 김선우
- 성승민
- 장하은
- 김세희

### 농구

#### 남자
가드
- 김선형
- 허훈
- 변준형
- 이정현

포워드
- 전성현
- 이승현
- 양홍석
- 이우석
- 문정현

센터
- 라건아
- 김종규
- 하윤기

#### 여자
가드
- 이경은
- 신지현
- 안혜지
- 이소희
- 박지현

포워드
- 김단비
- 강이슬
- 강유림
- 이해란

센터
- 양인영
- 진안
- 박지수

## 3X3 농구
남자
- 서명진
- 김동현
- 이두원
- 이원석

여자
- 이다연
- 정예림
- 임규리
- 박성진

## 7인제 럭비
남자
- 김남욱
- 김의태
- 김찬주
- 김현수
- 이건
- 이진규
- 장용흥
- 장정민
- 정연식
- 최성덕
- 한건규
- 황인조

## 레슬링

### 남자
그레코로만형
- -60kg : 정한재
- -67kg : 류한수
- -77kg : 김현우
- -87kg : 신병철
- -97kg : 이세열
- -130kg : 김민석

자유형
- -57kg : 김성권
- -65kg : 김창수
- -74kg : 공병민
- -86kg : 김관욱
- -97kg : 서주환
- -125kg : 정의현

### 여자
자유형
- -50kg : 천미란
- -53kg : 오현영
- -57kg : 박정애
- -62kg : 이한빛
- -68kg : 박현영
- -76kg : 정서연

## 바둑
남자
- 신진서(九단)
- 박정환(九단)
- 변상일(九단)
- 신민준(九단)
- 이지현(九단)
- 김명훈(九단)

여자
- 최정(九단)
- 오유진(九단)
- 김채영(七단)
- 김은지(五단)

### 배구

#### 남자
세터
- 한선수
- 황택의

아웃사이트 히터
- 전광인
- 나경복
- 정지석
- 정한용

아포짓 스파이커
- 허수봉
- 임동혁

미들 블로커
- 김규민
- 김민재
- 김준우

리베로
- 박경민

#### 여자
세터
- 김다인
- 김지원

아웃사이트 히터
- 표승주
- 박정아
- 강소휘

아포짓 스파이커
- 이선우

미들 블로커
- 박은진
- 정호영
- 이주아
- 이다현

리베로
- 문정원
- 김연견

### 비치발리볼

#### 남자
- 김명진
- 배인호
- 이동석
- 김준영

#### 여자
- 이호빈
- 신지은
- 전하리
- 김세연

## 배드민턴
남자
- 서승재
- 김원호
- 강민혁
- 나성승
- 전혁진
- 진용
- 최솔규
- 김영혁
- 이윤규
- 조건엽

여자
- 김소영
- 공희용
- 이소희
- 백하나
- 정나은
- 채유정
- 김가은
- 김혜정
- 안세영
- 김가람

## 복싱
남자
- -51kg : 조세형
- -57kg : 이예찬
- -64kg : 이종승
- -71kg : 이상민
- -80kg : 김진재
- -92kg : 정재민
- +92kg : 주태웅

여자
- -50kg : 박초롱
- -54kg : 임애지
- -57kg : 진혜정
- -60kg : 오연지
- -66kg : 선수진
- -75kg : 성수연

## 브레이킹
남자
- 김헌우(Wing)
- 김홍열(Hong10)

여자
- 전지예(Fresh Bella)
- 권성희(Starry)

## 브리지
남자
- 김대홍
- 이수익
- 장정배
- 안재홍
- 이한상
- 천재민

여자
- 김윤경
- 김형련
- 임현
- 홍필혜
- 김진경
- 이춘희

혼성
- 김혜영
- 오혜민
- 이수현
- 황인구
- 강성석
- 노승진

## 사이클

### 남자
단거리
- 강서준
- 오제석
- 박제원
- 최우림
- 김동하

중장거리 트랙
- 신동인
- 민경호
- 김상표
- 장훈
- 박상훈
- 김현석

중장거리 도로
- 장경구
- 주대영
- 박상홍
- 김유로
- 최형민

MTB
- 허승수
- 천성훈

BMX
- 윤준수
- 박동영

### 여자
단거리
- 황현서
- 이혜진
- 조선영
- 김하은

중장거리 도로, 트랙
- 나아름
- 송민지
- 이은희
- 이주희
- 신지은
- 이주미
- 강현경

BMX
- 박아연
- 임태영

## 사격

### 남자
- 김상도
- 남태윤
- 박하준
- 김종현
- 모대성
- 고은석
- 이원호
- 한승우
- 김서준
- 송종호
- 이건혁
- 곽용빈
- 정유진
- 하광철
- 김수영
- 안대명
- 정창희
- 김민수
- 조민기
- 조용성

### 여자
- 이은서
- 장정인
- 조은영
- 배상희
- 이계림
- 김보미
- 양지인
- 이시윤
- 김란아
- 심은지
- 강지은
- 이보나
- 조선아
- 안일지
- 장국희

## 세팍타크로

### 남자
테콩
- 서승범
- 이재성
- 이우진
- 임태균

킬러
- 선우영수
- 이준욱
- 임안수
- 정하성

피더
- 김영철
- 김정만
- 이민주
- 정원덕
- 김현수

### 여자
테콩
- 김지은
- 이진희
- 위지선
- 최지나
- 조서현

킬러
- 김세영
- 박선주
- 한예지
- 전규미

피더
- 박성경
- 배채은
- 배한울
- 이민주

## 수영

### 경영
남자
- 황선우
- 김우민
- 양재훈
- 최동열
- 이호준
- 지유찬
- 김지훈
- 이유연
- 조성재
- 이주호
- 김건우
- 김민석
- 백인철
- 문승우
- 김영범

여자
- 김서영
- 박수진
- 이은지
- 허연경
- 권세현
- 한다경
- 김혜진
- 정소은
- 고하루

### 다이빙
남자
- 우하람
- 김영남
- 김영택
- 이재경

여자
- 김수지
- 문나윤
- 김나현
- 조은비
- 박하름

### 수구
남자
- 권대용
- 강민수
- 한효민
- 정병영
- 이창훈
- 김찬수
- 권태우
- 김성훈
- 용우석
- 김호준
- 전기재
- 이용석
- 이시덕

여자
- 이은희
- 김서원
- 장환희
- 김예진
- 배아린
- 홍서연
- 강조민지
- 한예빈
- 최주희
- 오희지
- 박예은
- 설지선
- 문다윤

### 아티스틱 스위밍
여자
- 이리영
- 허윤서

### 마라톤 수영
남자
- 박재훈
- 성준호

여자
- 이해림
- 이정민

## 스케이트보드

### 스트리트
남자
- 정지훈
- 조성민

여자
- 하시예

### 파크
남자
- 한재진
- 문강호

여자
- 조현주

## 스쿼시
남자
- 유재진
- 이민우
- 이동준
- 나주영

여자
- 허민경
- 이지현
- 엄화영
- 양연수

## 스포츠클라이밍

### 콤바인
남자
- 이도현
- 천종원

여자
- 서채현
- 사솔

### 스피드
남자
- 이용수
- 이승범
- 정용준

여자
- 노희주
- 정지민
- 최나우

## 승마

### 마장마술
남자
- 남동헌
- 김혁
- 김치수

여자
- 이수진

### 장애물
남자
- 임성노
- 이요셉
- 정철희
- 허정훈

### 종합마술
- 박수일

## 야구
B조 예선
| 팀            | 경기 | 승 | 패 | 득 | 실 | 차 | 승점 |
| ------------- | ---- | -- | -- | -- | -- | -- | ---- |
| 대한민국      |      |    |    |    |    |    |      |
| 중화 타이베이 |      |    |    |    |    |    |      |
| 인도네시아    |      |    |    |    |    |    |      |
| 홍콩          |      |    |    |    |    |    |      |

- 10월 1일  대한민국 10 : 8  홍콩
- 10월 2일  대한민국 0 : 4  중화 타이베이
- 10월 8일  대한민국 17 : 0  태국

## 소프트볼
투수
- 임금희
- 홍시연
- 박민경

포수
- 설가은
- 정송희

내야수
- 장세진
- 이경민
- 김아영
- 이보현
- 배유가
- 이예린
- 최가현

외야수
- 김고은
- 진주이
- 김수빈
- 최하나
- 이민정

## 양궁

### 리커브
남자
- 이우석
- 오진혁
- 김제덕
- 김우진

여자
- 임시현
- 안산
- 최미선
- 강채영

### 컴파운드
남자
- 주재훈
- 양재원
- 김종호
- 최용희

여자
- 소채원
- 오유현
- 조수아

## 역도
남자
- -67kg : 이상연, 배문수
- -73kg : 박주효
- -96kg : 원종범
- -109kg : 진윤성, 장연학
- +109kg : 이제상

여자
- -55kg : 유원주
- -64kg : 한지안
- -76kg : 김수현
- -87kg : 정아람, 윤하제
- +87kg : 박혜정, 손영희

## 유도

### 남자
- -60kg : 이하림
- -66kg : 안바울
- -73kg : 강헌철
- -81kg : 이준환
- -90kg : 한주엽
- -100kg : 원종훈
- +100kg : 김민종

### 여자
- -48kg : 이혜경
- -52kg : 정예린
- -57kg : 박은송
- -63kg : 김지정
- -70kg : 한희주
- -78kg : 윤현지
- +78kg : 김하윤, 박샛별

### 단체전/혼성
- -57kg : 허미미
- -73kg : 이은결
- -90kg : 이성호

## 육상

### 남자 트랙/도로
달리기
- 이재성
- 신민규
- 고승환
- 신용민
- 박종학
- 김의연
- 백승호
- 이시몬
- 박원진
- 이정태
- 김국영
- 주승균
- 이도하

허들
- 한세현
- 김경태

장애물경주
- 박원빈

20km 경보
- 최병광

마라톤
- 박민호
- 심종섭

### 여자 트랙/도로
달리기
- 차지원
- 김유진
- 김다은

허들
- 조은주

마라톤
- 정다은
- 최경선

### 남자 필드
장대높이뛰기
- 한두현

높이뛰기
- 우상혁
- 최진우

세단뛰기
- 김장우
- 유규민

멀리뛰기
- 성진석

해머던지기
- 이윤철

포환던지기
- 정일우

원반던지기
- 김일현

창던지기
- 김다니

### 여자 필드
장대높이뛰기
- 신수영

높이뛰기
- 오수정

멀리뛰기
- 이희진

해머던지기
- 박서진
- 김태희

포환던지기
- 정유선
- 이수정

원반던지기
- 정지혜
- 신유진

창던지기
- 김경애

## 인라인롤러

### 스피드
단거리
남자
- 정철원
- 최광호

여자
- 이예림
- 박민정

장거리
남자
- 정병희
- 최인호

여자
- 유가람
- 이슬

### 프리스타일
남자
- 권늘찬

여자
- 황정원

### 아티스틱
여자
- 신서우

## 무술
이번 대회에서 '우슈' 종목이 무술 종목으로 확대개편되어 유술, 쿠라시, 펜착실랏, 삼보, 우슈의 5개 종목으로 바뀌었다. 그러나 대한민국 대표팀은 유술과 우슈 종목에만 출전하며, 나머지 세 종목은 관련 협회가 대한체육회 정회원 자격을 얻지 못해 국가대표 출전이 무산됐다.

## 체스
남자
- 권세현
- 안홍진
- 이경석
- 이준혁
- 구인정

여자
- 서지원
- 김사랑
- 강소현
- 박선우
- 유가람

## 체조

### 기계체조
남자
- 신재환
- 김한솔
- 배가람
- 윤진성
- 전요섭

여자
- 오소선
- 임수민
- 윤보은
- 이은주
- 안연정

### 리듬체조
여자
- 손지인
- 하수이
- 조별아
- 김주원

## 축구

### 남자
골키퍼
- 이광연
- 민성준
- 김정훈

수비수
- 황재원
- 최준
- 박진섭*
- 이재익
- 이한범
- 김태현
- 설영우*
- 박규현

미드필더
- 홍현석
- 정우영
- 백승호*
- 조영욱
- 엄원상
- 고영준
- 정호연
- 송민규
- 이강인

공격수
- 박재용
- 안재준

1. * - 와일드카드(만24세 초과선수)

### 여자
골키퍼
- 최예슬
- 김정미
- 류지수

수비수
- 추효주
- 김혜영
- 심서연
- 임선주
- 장슬기
- 김혜리

미드필더
- 권하늘
- 이민아
- 지소연
- 배예빈

공격수
- 손화연
- 문은주
- 최유리
- 문미라
- 박은선
- 전은하
- 천가람
- 정설빈
- 이은영

## 탁구
남자
- 장우진
- 임종훈
- 안재현
- 오준성
- 박강현

여자
- 신유빈
- 전지희
- 이은혜
- 양하은
- 서효원

### 태권도

#### 겨루기
남자
- -58kg : 장준
- -63kg : 이기범
- -68kg : 진호준
- -80kg : 박우혁
- +80kg : 이선기

여자
- -49kg : 강미르
- -53kg : 박혜진
- -57kg : 김유진
- -67kg : 김잔디
- +67kg : 이다빈

혼성 단체전
- 박우혁
- 김잔디
- 이다빈
- 서건우

#### 품새
남자
- 강완진

여자
- 차예은

### 테니스
남자
- 권순우
- 홍성찬
- 정윤성
- 남지성
- 이재문
- 송민규

여자
- 한나래
- 박소현
- 구연우
- 백다연
- 김다빈
- 정보영

### 소프트테니스
남자
- 윤형욱
- 김병국
- 이현수
- 김현수
- 김태민

여자
- 지다영
- 고은지
- 문혜경
- 임진아
- 이민선

### 펜싱

#### 플뢰레
남자
- 임철우
- 이광현
- 하태규
- 허준

여자
- 홍세나
- 홍효진
- 채송오
- 홍서인

#### 에페
남자
- 권영준
- 김재원
- 마세건
- 손태진

여자
- 송세라
- 최인정
- 강영미
- 이혜인

#### 사브르
남자
- 구본길
- 오상욱
- 김정환
- 김준호

여자
- 윤지수
- 전은혜
- 최세빈
- 홍하은

### 하키
남자
여자

### 핸드볼

#### 남자
골키퍼
- 김동욱
- 이창우

레프트윙
- 장동현
- 송제우

레프트백
- 이현식
- 박영준
- 박광순

센터백
- 이요셉
- 강전구

라이트백
- 김진영
- 조태훈

라이트윙
- 신재섭
- 하민호

피봇
- 구창은
- 이성민
- 박세웅

### 여자
골키퍼
- 박조은
- 정진희
- 박새영

레프트윙
- 신은주
- 윤예진

레프트백
- 송혜수
- 조수연

센터백
- 이미경
- 강경민
- 김민서

라이트백
- 류은희
- 강은서

라이트윙
- 김선화
- 송지영

피봇
- 강은혜
- 김보은

### e스포츠
리그 오브 레전드
- TOP : 최우제(Zeus)
- JGL : 서진혁(Kanavi)
- MID : 정지훈(Chovy), 이상혁(Faker)
- BOT : 박재혁(Ruler)
- SPT : 류민석(Keria)

FC 온라인
- 곽준혁
- 박기영

스트리트 파이터 Ⅴ
- 김관우
- 연제길

베틀그라운드 모바일
- 권순빈(BINI)
- 김동현(TIZ1)
- 김성현(SPORTA)
- 박상철(FAVIAN)
- 최영재(Cyxae)